# Brunovce
Brunovce (allemand : Brunotz, hongrois : Brunóc) est un village de Slovaquie situé dans la région de Trenčín.

## Histoire
La première mention écrite du village date de 1374.

## Démographie

### Évolution de la population
| Année:               | 1994. | 2004.   | 2014.   | 2024.    |
| -------------------- | ----- | ------- | ------- | -------- |
| Nombre de personnes: | 534   | 544     | 551     | 638      |
| Différence:          |       | +1,87 % | +1,28 % | +15,78 % |

| Année:               | 2023. | 2024.   |
| -------------------- | ----- | ------- |
| Nombre de personnes: | 632   | 638     |
| Différence:          |       | +0,94 % |